# Scott Grimes
Scott Richard Grimes (Lowell, Massachusetts, Estados Unidos, 9 de julio de 1971) es un actor, músico y actor de voz estadounidense.

## Biografía
De ascendencia irlandesa, es hijo de Pam y Rick Grimes. Scott pasó la infancia y la adolescencia en Dracut, Massachusetts, donde asistió a la escuela junto con su hermana, la también actriz Heather Grimes.   
Scott fue descubierto en un show de talentos en Boston, donde ganó el primer premio por sus dotes como cantante. 
Debutó en 1984 con una serie de películas para la televisión y algunas apariciones como artista invitado en distintas series. 
En 1986, fue seleccionado para interpretar el papel de Brad Brown en Critters, un personaje que repitió en Critters 2. 
Otros créditos cinematográficos incluyen las películas Marea roja (1995) y Mystery, Alaska (1999), además de su interpretación del TSgt. Donald Malarkey en la aclamada miniserie Band of Brothers y numerosos filmes para la televisión.
Scott es bien conocido por su interpretación del Dr. Archie Morris en la multipremiada serie ER.
También ha interpretado a Will McCorkle en Party of Five, y presta su voz al personaje de Steve Smith en American Dad!. 
Es recordado por interpretar a Chad McCann, el interés amoroso de Alyssa Milano en Who's the Boss? (1987).
Grimes, que también es compositor y cantante, lanzó en 1989 un álbum producido por el cantante John Carpenter, que llevaba por título Scott Grimes. 
Su último álbum, Livin' on the Run, es de 2005 y el tema central de dicho álbum, "Sunset Blvd", se mantuvo en el Top 20 durante diez semanas. 
Scott también tocó su música junto a Bob Hope, The Carpenters y Merv Griffin.
Scott es un destacado deportista y practica, entre otros, hockey y basketball. Alguna vez pensó dedicarse profesionalmente al hockey. 
En su vida personal, Scott estuvo diez años casado con Dawn Bailey-Grimes, de la que se divorció en 2007. Tiene dos hijos, Madison y Jackson. 
También fue actor secundario en Robin Hood (2010), de Ridley Scott, con Russell Crowe.